# Mospyne
Mospyne (em ucraniano:  Моспине, em russo:  Моспино) é uma cidade da Ucrânia, situada no Oblast de Donetsk. Tem 12 km² de área e sua população em 2020 foi estimada em 10.518 habitantes.